# Ga Cao Hùng
Ga Cao Hùng (tiếng Trung: 高雄車站; bính âm: Gāoxióng chēzhàn) là ga đường sắt và tàu điện ngầm ở Cao Hùng, Đài Loan. Nó được phục vụ bởi Cục Đường sắt Đài Loan và Tàu điện ngầm Cao Hùng.

## Liên kết
- TRA Kaohsiung Station (bằng tiếng Trung Quốc)
- Taiwan Railways Administration(bằng tiếng Anh, tiếng Trung Quốc, tiếng Nhật, and tiếng Hàn Quốc)
- KRTC Kaohsiung Main Station(bằng tiếng Anh, tiếng Trung Quốc, and tiếng Nhật)